# 보이저스
《보이저스》(영어: Voyagers)는 2021년 미국의 SF 스릴러 영화다. 타이 셰리던, 릴리로즈 뎁, 핀 화이트헤드, 콜린 패럴이 출연하고, 닐 버거 감독이 각본을 쓰고 연출했다. 2063년의 미래를 배경으로 인류 이주 계획에 참여한 탐사대원들의 이야기를 다룬다.

## 줄거리
2063년, 지구 온난화로 지구에 살 수 없게 되자, 제 2의 지구를 찾았고, 그 행성에 가려면 86년이 걸렸기에 어린 아이들을 인공으로 나아, 그 행성으로 출발한다. 몇년 뒤, 아이들은 어른이 됐다. 아침에 일어나, 동체 인식으로 파란색 액체를 마시고, 밥을 먹는다. 그리고 주인공 크리스토퍼와 잭은, 저녁에 파란색 액체의 정체를 밝히러 한다. 사실 그 파란색 액체의 정식 명칭은 '블루'였고, 그 액체에 약을 타, 성적 감각과 쾌락을 줄여주는 약이었다.다음 날, 4명이 함께 모여 이제 그 블루를 버리자고 한다. 그리고 저녁, 크리스토퍼와 잭이 지나고 있을 때 리처드(어렸을 때부터 키워준 남자)가 여주인공 셀라의 등을 손으로 그냥 만지는 걸 볼 수 있었다. 리처드는 서로 만지지 말라고 했기 때문에 크리스토퍼와 잭은 화났다. 그리고 다음 날 잭이 갑자기 셀라의 가슴을 덥석 잡는다. 그러자 리처드가 말린다. 크리스토퍼는 나와 잭은 블루를 안 마셨다고 말하고, 리처드는 우주선 교신기를 고치자고 한다.
우주복을 입고 우주 밖에서 고치고 있는데 잭과 카이가 전류를 높여서 리처드를 감전 하게 만든다.

## 출연진
- 타이 셰리던 - 크리스토프 역
- 릴리로즈 뎁 - 셀라 역
- 핀 화이트헤드 - 잭 역
- 콜린 패럴 - 리처드 앨링 역
- 샨테이 애덤스 - 피비 역
- 아이작 헴프스테드 라이트 - 에드워드 역
- 비벡 칼라 - 피터 역
- 아치 마데퀘 - 카이 역
- 퀸테스 스윈델 - 줄리 역
- 아치 리노 - 앨릭스 역
- 매디슨 후 - 앤다 역
- 원 리 - 테요 역